# 4000 (număr)
4000 (patru mii) este numărul natural care urmează după 3999 și precede pe 4001 într-un șir crescător de numere naturale.

## În matematică
4000:
- Este un număr par.[1][2]
- Este un număr compus.[3]
- Este un număr abundent.[4][5]
- Este un număr rotund.[6][7]
- Este un număr decagonal.[8][9]
- Există exact trei triunghiuri dreptunghice cu laturile numere întregi (triplete pitagoreice) și ipotenuza 4000.[10]
- Este un număr palindromic[11] și repdigit[12] în cifre romane (MMMM).

## În știință

### În astronomie
- 4000 Hipparchus este un asteroid din centura principală.